# Windermere Lake Park
Windermere Lake Park är en park i Kanada.   Den ligger i provinsen British Columbia, i den södra delen av landet, 3 000 km väster om huvudstaden Ottawa. Windermere Lake Park ligger 840 meter över havet vid sjön Windermere Lake.
Terrängen runt Windermere Lake Park är kuperad åt sydväst, men åt nordost är den bergig. Trakten runt Windermere Lake Park är nära nog obefolkad, med mindre än två invånare per kvadratkilometer.. Närmaste större samhälle är Invermere, 11,5 km norr om Windermere Lake Park.
I omgivningarna runt Windermere Lake Park växer i huvudsak barrskog.